# Szenessy Márió
Szenessy Márió (Nagybecskerek, 1930. szeptember 14. – Pinneberg, 1976. október 11.) író, műfordító.

## Életpályája
1942-ben családjával a Bánságból Szegedre költözött. 1954-ben diplomázott a Szegedi Tudományegyetem orosz–német szakán. Ezután orosz szakos gimnáziumi tanár volt Salgótarjánban. 1954-től a budapesti Madách Imre Gimnáziumban oktatott. 1961-tól orosz nyelvtanár volt a szegedi József Attila Tudományegyetemen. 1963-tól Tübingenben és Nyugat-Berlinben élt. 1967-től szabadúszóként dolgozott.
Elbeszéléseket, regényeket, esszéket, kritikákat írt. Munkatársa volt a Frankfurter Allgemeine Zeitungnak, a Stuttgarter Zeitungnak, a Süddeutsche Zeitungnak, a Zeit című hamburgi hetilapnak. Műfordítóként magyar szépirodalmi munkákat ültetett át német nyelvre.

## Művei
- Verwandlungskünste (Frankfurt am Main, 1967)
- Otto der Akrobat. Erzählungen (Frankfurt am Main, 1969)
- Verwandlungskünste (regény, Frankfurt am Main, 1969)
- Tibor Déry (tanulmány, Stuttgart, 1970)
- Lauter falsche Pässe oder die Erinnerungen des Roman Skorzeny (regény, Hamburg, 1971)
- Der Hut im Gras (regény, Hamburg, 1973)
- Der Hellseher (regény, Hamburg, 1974)
- In Paris mit Jim. Erzählungen (Hamburg, 1977)

## Díjai
- Humboldt-ösztöndíj (1963)
- Hermann Hesse-díj (1971)[1]